# 天王星冲日
天王星冲日是指天王星、地球和太阳几乎排列成一线，地球位于太阳与天王星之间。此时天王星被太阳照亮的一面完全朝向地球，是观看天王星的最佳时机。天王星相邻两次冲日的时间间隔约为369.39393天。
天王星冲日前后，可以在没有光污染的天空中直接用肉眼观察到。